# Florence Lawrence
Florence Lawrence (2 de gener de 1886 – 27 de desembre de 1938) va ser una actriu de cinema canadenca que ha estat considerada la primera gran estrella cinematogràfica de la història i la primera que la indústria del cinema li va publicitar el nom per promocionar les pel·lícules. Va aparèixer en més de 300 pel·lícules de diferents companyies i en el moment de més fama, quan es trobava a la Biograph Company, se la va conèixer com «The Biograph Girl». Podia interpretar papers tan diferents que va començar a ser anomenada la dona de les mil cares. A banda de comptar amb una llarga carrera cinematogràfica, Lawrence va inventar el primer indicador de canvi de direcció per a cotxes.

## Primers anys
Florence Annie Bridgwood va néixer a Hamilton, Ontario (Canadà) el 2 de gener de 1886. Era la setena filla de George Bridwood, un anglès emigrat constructor de carros, i de Charlotte Dunn, una coneguda actriu de vodevil d'origen irlandès que havia emigrat a Canadà quan era una nena, durant la Gran Fam irlandesa. El nom artístic de la mare era Lotta Lawrence i era la directora i actriu principal de la Lawrence Dramatic Company. A l'edat de tres anys, Florence Lawrence ja va debutar a l'escenari amb la seva mare i ballava o cantava. Quan tenia quatre anys els seus pares es van separar i ell es va quedar a viure a Hamilton. Als sis anys, quan va ser capaç de memoritzar un text,va començar a actuar en papers dramàtics. Aleshores se la coneixia com a «Baby Flo, the Child Wonder».
El pare de Lawrence va morir el 18 de febrer de 1898 d'asfíxia accidental per gas; la mare va decidir que era millor que els tres fills menors tinguessin una vida més estable i es va mudar a Buffalo (Nova York), on vivia la seva mare, i on van anar a l'escola de manera regular. Després de graduar-se, Lawrence es va reincorporar a la companyia de la seva mare, però aquesta va dissoldre-la poc després. Cap el 1906, mare i filla es van traslladar a Nova York.

## Primers anys de carrera

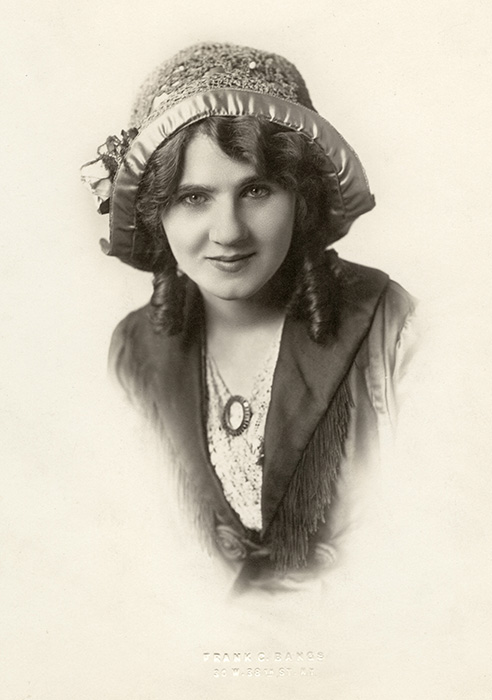
Florence Lawrence retratada pel Frank C. Bangs Studio, c. 1908.

El 1906, va actuar en la seva primera pel·lícula, The Automobile Thieves, tot i que la seva intervenció en aquesta pel·lícula ha estat negada per altres autors. A la vegada, durant la primavera i estiu d'aquell any va actuar en diferents obres de Broadway sense massa èxit. El 27 de desembre de 1906 va ser contractada per la Edison Company per interpretar la germana de Daniel Boone a Daniel Boone; or, Pioneer days in America (1907). Va aconseguir el paper pel fet de saber muntar a cavall. La seva mare, tot que també va actuar en aquesta pel·lícula i també en la posterior, The Shaughraun, an Irish Romance (1907) per a la Vitagraph, ben aviat va tornar al món del teatre.
El 1907, Lawrence va combinar la feina amb la Vitagraph amb el retorn al teatre fent el paper de protagonista en l'obra Seminary Girls. Després de voltar durant un any amb aquesta obra, Lawrence va decidir que la vida nòmada no estava feta per a ella i va retornar a la Vitagraph on va protagonitzar The Dispatch Beare (1908). Gràcies a la seva habilitat per muntar a cavall, va actuar en onze pel·lícules més en els següents cinc mesos.

### «The Biograph Girl»
El 1908 durant el rodatge de Romeo and Juliet va conèixer Harry Solter, amb qui es casaria poc després, el 30 d'agost. Solter era membre de l'equip de D.W. Griffith, aleshores director a l'«American Mutoscope and Biograph Company». Griffith buscava una nova actriu per a interpretar The Girl and the Outlaw (1908). Fins aleshores les seves actrius principals eren Marion Leonard, especialitzada en papers melodramàtics o dones de món, i Linda Arvidson, que feia papers de noia dolça que esperava sempre el seu amor. Griffith buscava un nou arquetip de personatge que fos més dinàmic. Estava particularment impressionat per les pel·lícules de Florence Turner amb la Vitagraph. En aquella època els actors no constaven en els títols de crèdits, ja que normalment era molt mal vist que els actors teatrals actuessin en el cinema, es considerava quelcom anàleg a la prostitució. El director va demanar a Solter que, ja que havia treballat a la Vitagraph, s'entrevistés amb Florence Turner per oferir-li un contracte. Solter va anar a esperar-la a la sortida, però aquell dia l'actriu havia marxat abans. Poc després va sortir Lawrence i parlant amb l'actor es va assabentar que Griffith cercava una nova actriu. Ella va mostrar el seu interès i Solter ho va comentar més tard amb Griffith. Griffith, que ja havia visionat algunes pel·lícules d'ella, la va entrevistar i el fet que muntés molt bé a cavall va acabar de convèncer-lo que era la persona que necessitava. Amb la Vitagraph, Lawrence tenia un sou de 20 dòlars setmanals, que cobria la feina d'actriu i les despeses de vestuari. Griffith li va oferir 25 dòlars setmanals per només actuar.
Després d'aquella pel·lícula en van venir d'altres com Betrayed by a Handprint o The Red Girl; en total, aquell 1908 va participar en la majoria de les seixanta pel·lícules dirigides per Griffith. Lawrence va esdevenir ràpidament molt popular, però com que els noms dels actors no es publicaven, els fans van començar a escriure demanant el seu nom sense aconseguir resposta. Ni tan sols després del gran èxit que va suposar Resurrection (1909), la Biograph no va voler anunciar el seu nom i, per publicitar les pel·lícules, es limitava a anomenar-la «the Biograph Girl». El públic es va fixar en la noia de la Biograph, perquè muntava àgilment a cavall, interpretava elegants melodrames i feia somriure en una sèrie de comèdies on ella encarnava la senyora Jones, una dona que provocava simpàtics desastres en la vida domèstica. Podia interpretar papers tan diferents que va començar a ser anomenada la dona de les mil cares. Va continuar treballant amb la Biograph tot el 1909 i va aconseguir ser pagada per setmanes i no per dies i amb un sou que doblava el normal. Lawrence, però, juntament amb el seu marit, van començar a cercar secretament altres estudis que poguessin impulsar la seva carrera i quan això es va descobrir, Griffith els va acomiadar tots dos l'agost de 1909.

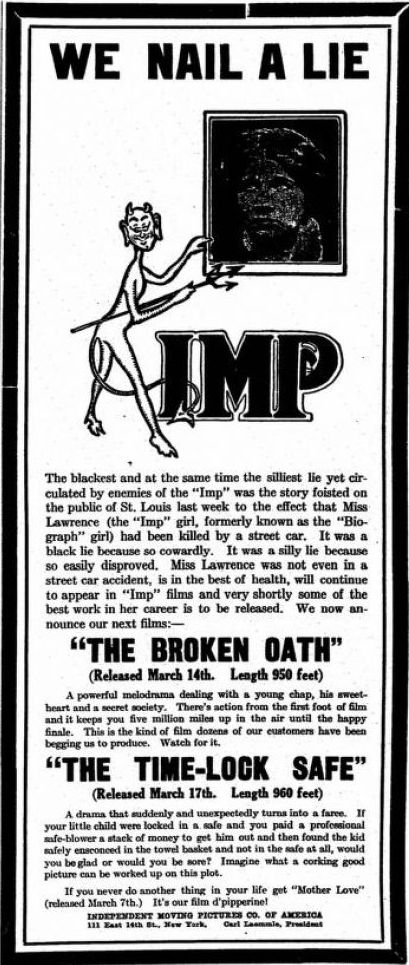
Cartell de Laemmle de promoció de la pel·lícula "The Broken Oath", interpretada per Florence Lawrence. Primera vegada que apareix el nom d'una actriu per promocionar la pel·lícula.

### Independent Moving Pictures (IMP) Company
En sortir de la Biograph, Lawrence va acceptar tornar al teatre amb Ezra Kendall però un mes més tard, va rebre un telegrama de William V. Ranous en què li explicava que estava ajudant a muntar una nova companyia i que la volia com a estrella principal. La companyia era la Independent Moving Pictures Company of America (IMP) i el seu propietari Carl Laemmle. Laemmle va contractar el matrimoni, ell com a director i ella com a actriu principal.
Necessitant publicitar la seva nova estrella, Laemle va fer córrer el rumor que Lawrence havia mort d'un accident de cotxe i va fer incloure la seva fotografia i el seu nom i cognom als diaris. Dues setmanes més tard, quan ja havia aconseguit captar l'atenció de tota la premsa, Laemmle va desmentir la notícia en un anunci en què, sota el titular «We Nail a Lie» (Vam clavar una mentida), s'assegurava que Lawrence era viva i que estava rodant la pel·lícula The Broken Oath, dirigida per Solter. Lawrence i Laemmle es van personar en una sala de cinema de Saint Louis (Missouri) el març de 1910 per mostrar al públic que era viva, i la reacció del públic va ser espectacular. Va ser el primer cop que un actor o actriu que no provenia del teatre era famós i se’l coneixia pel seu nom. Ràpidament, la Vitagraph va publicitar el nom de la seva estrella, Florence Turner, esdevenint ambdues les dues primeres estrelles del cinema. Lawrence i Solter van treballar per a la IMP durant onze mesos i van rodar 50 pel·lícules. La IMP no pertanyia al conjunt de productores que formaven el monopoli de la Motion Picture Patents Company (MPPC) i, per tant, tots els teatres que tenien contracte amb la MPPC no podien projectar pel·lícules de la IMP. Tot i les restriccions, aquesta productora va poder sobreviure gràcies a la gran popularitat de Lawrence.

### Lubin Studios
En acabar el contracte amb la IMP, Lawrence va decidir deixar aquesta productora i prendre’s un descans i anar a tres mesos a Europa. La IMP va substituir-la per una altra canadenca, Mary Pickford. En tornar als Estats Units, Lawrence va ser contractada per la Lubin Manufacturing Company, per a qui va interpretar 48 pel·lícules. Tot i que les crítiques de cinema eren positives, el matrimoni va decidir no renovar el contracte amb Lubin.

### Victor Film Company

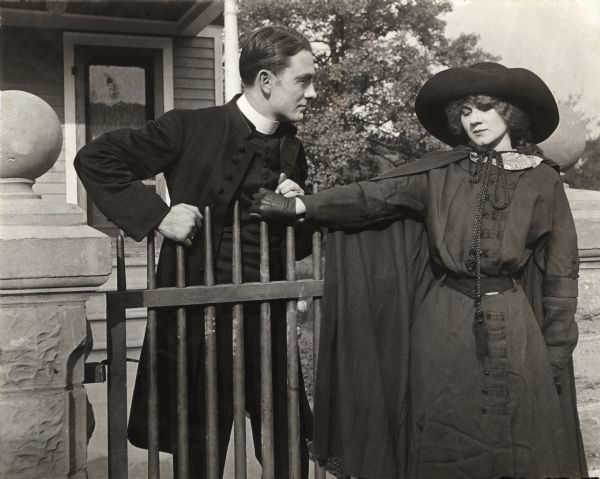
Owen Moore parla amb Florence Lawrence en un fotograma possiblement de la pel·lícula de la Victor Film Company "The Redemption of Riverton" (1912).

El 1912, Lawrence i Solter es van associar amb Carl Laemmle per a constituir la seva pròpia companyia, els Victor Studios. Laemmle li va concedir llibertat artística absoluta i la va contractar per 500 dòlars a la setmana i al seu marit, com a director, per 200 dòlars a la setmana. L'estudi es va establir a Fort Lee i va produir moltes pel·lícules protagonitzades per ella i Owen Moore.
Això va provocar una situació de prosperitat que va fer que l'actriu es plantegés dur a terme el seu somni de retirar-se i va comprar una propietat de 20 hectàrees a River Vale (Westwood, New Jersey).
Malauradament, Salter va començar a sentir-se gelós de la seva dona i la va acusar de mantenir una relació amb un productor de l'Universal, Pat Powers. L'agost del 1912, després d'un forta discussió amb el seu marit es van separar. Tres mesos després, es van reconciliar i Lawrence va anunciar la seva intenció de retirar-se a River Vale a cuidar el seu jardí després de la finalització de la pel·lícula The Lady Leone (1912). El 1913 va vendre l'estudi a la Universal que ja era qui distribuïa les seves pel·lícules.

### Caiguda de l'estrellat
Aquesta situació va durar un any i al 1914 la van persuadir de tornar al cinema amb la seva companyia (Victor). Durant el rodatge d'una escena d'incendi per a la pel·lícula Pawns of Destiny. va patir un accident, Segons algunes fonts, estava rodant amb Matt Moore, quan el foc es va descontrolar; ella va poder escapar fàcilment però va tornar enrere per ajudar Moore que havia quedat desorientat pel fum. En aquell moment va caure per unes escales cosa que li va provocar greus cremades a la cara i la fractura de diverses vèrtebres. Segons altres fonts, es va lesionar l'esquena greument en haver de rodar fins a tres vegades com baixava en braços el protagonista per una escala en flames. L'accident va provocar un abans i un després en la seva carrera. Va quedar en estat de xoc durant mesos. Culpava el seu marit d'haver-la empès a realitzar aquella escena i van acabar divorciant-se. La Universal es va negar a pagar les factures mèdiques, fent que ella se sentís traïda. A més, la necessitat de continuar treballant topava amb les múltiples seqüeles de l'accident que li provocaven desmais durant els rodatges. El 1916 va intentar tornar a treballar per a la Universal actuant en la pel·lícula Elusive Isabel però l'esforç la va deixar paralitzada durant quatre mesos. El 1921, va viatjar a Hollywood per primer cop (tota la seva carrera s'havia desenvolupat a la Costa Est) per intentar tornar a actuar, però només la van contractar per actuar en papers menors.
El 1921 es va casar amb el venedor de cotxes Charles Byrne Woodring i va posar en marxa la Hollywood Cosmetics, un negoci orientat a la comercialització de maquillatge per al cinema. Lawrence era una gran afeccionada als cotxes. És considerada l'inventora del primer intermitent, així com de la senyal lluminosa de frè. No va patentar aquests invents, ja que no es considerava una inventora. Però les coses no anaven massa bé. El 1929 es va divorciar, també va morir la seva mare amb qui estaven molt unides i va perdre molts diners en la Gran Depressió del 1929. A més, les pèrdues la van portar el 1931 a tancar el seu negoci.
La seva vida a Los Angeles es va convertir en un constant deambular per petites vivendes de lloguer que pogués pagar gràcies als rols menors que li oferia el cinema. En un d'aquests canvis de domicili va conéixer Henry Bolton, amb qui es va casar el 1933. Bolton era un maltractador y un alcohòlic i el matrimoni només va durar cinc mesos. El 1936, Louis B. Mayer la va contractar per 75 dòlars a la setmana, igual que a altres velles glòries del cinema mut, per intervenir en rols menors en les pel·lícules de la MGM.
L'aparició d'una malaltia òssia i la depressió van acabar amb ella. El 28 de desembre de 1938 va trucar a l'estudi per dir que no aniria a treballar, ja que no es trobava bé. En realitat va suïcidar-se ingerint verí per a formigues i xarop de la tos. La van trobar moribunda al seu domicili de Beverly Hills però no van ser a temps de salvar-li la vida. Va ser enterrada en una tomba sense làpida al Hollywood Forever Cemetery.

## Filmografia

### Primeres pel·lícules
Pel·lícules rodades per a la Vitagraph, excepte Daniel Boone que va rodar amb la Edison
- The Automobile Thieves (1906)
- Daniel Boone (1907, Edison Studio)
- The Boy, the Bust and the Bath (1907)
- Athletic American Girls (1907)
- Bargain Fiend; or, Shopping à la Mode] (1907)
- The Shaughraun (1907)
- The Mill Girl (1907)
- The Despatch Bearer; or, Through the Enemy's Lines (1907)
- Cupid's Realm; or, A Game of Hearts (1908)
- Macbeth (1908)
- Romeo and Juliet (1908)
- Antony and Cleopatra (1908)
- Lady Jane's Flight (1908)
- The Viking's Daughter: The Story of the Ancient Norsemen (1908)
- Love Laughs at Locksmiths; an 18th Century Romance (1908)
- The Bandit's Waterloo (1908)
- Salome (1908)
- The Judgment of Solomon (1909)

### The Biograph Girl
- Betrayed by a Handprint (1908)
- The Girl and the Outlaw (1908)
- Behind the Scenes (1908)
- The Red Girl (1908)
- The Heart of O'Yama (1908)
- Where the Breakers Roar (1908)
- A Smoked Husband (1908)
- Richard III (1908)
- The Stolen Jewels (1908)
- The Devil (1908)
- The Zulu's Heart (1908)
- Father Gets in the Game (1908)
- Ingomar, the Barbarian (1908)
- The Vaquero's Vow (1908)
- The Planter's Wife (1908)
- Romance of a Jewess (1908)
- The Call of the Wild (1908)
- Concealing a Burglar (1908)
- Antony and Cleopatra (1908)
- After Many Years (1908)
- The Pirate's Gold (1908)
- The Taming of the Shrew (1908)
- The Song of the Shirt (1908)
- The Ingrate (1908)
- A Woman's Way (1908)
- The Clubman and the Tramp (1908)
- Julius Caesar (1908)
- Money Mad (1908)
- The Valet's Wife (1908)
- The Feud and the Turkey (1908)
- The Reckoning (1908)
- The Test of Friendship (1908)
- An Awful Moment (1908)
- The Dancer and the King: A Romantic Story of Spain (1908)
- The Christmas Burglars (1908)
- Mr. Jones at the Ball (1908)
- The Helping Hand (1908)
- The Reg Girl (1908)
- One Touch of Nature (1909)
- Mrs. Jones Entertains (1909)
- The Honor of Thieves (1909)
- Love Finds a Way (1909)
- The Sacrifice (1909)
- Those Boys! (1909)
- The Criminal Hypnotist (1909)
- The Fascinating Mrs. Francis (1909)
- Mr. Jones Has a Card Party (1909)
- Those Awful Hats (1909)
- The Cord of Life (1909)
- The Brahma Diamond (1909)
- A Wreath in Time (1909)
- Tragic Love (1909)
- The Curtain Pole (1909)
- His Ward's Love (1909)
- The Girls and Daddy (1909)
- The Joneses Have Amateur Theatricals (1909)
- The Politician's Love Story (1909)
- The Golden Louis (1909)
- At the Altar (1909)
- Saul and David (1909)
- The Prussian Spy (1909)
- His Wife's Mother (1909)
- A Fool's Revenge (1909)
- The Wooden Leg (1909)
- The Roue's Heart (1909)
- The Salvation Army Lass (1909)
- The Lure of the Gown (1909)
- I Did It (1909)
- The Deception (1909)
- And a Little Child Shall Lead Them (1909)
- The Medicine Bottle (1909)
- Jones and His New Neighbors (1909)
- A Drunkard's Reformation (1909)
- Trying to Get Arrested (1909)
- The Road to the Heart (1909)
- Schneider's Anti-Noise Crusade (1909)
- The Winning Coat (1909)
- A Sound Sleeper (1909)
- Confidence (1909)
- Lady Helen's Escapade (1909)
- A Troublesome Satchel (1909)
- The Drive for a Life  (1909)
- Lucky Jim (1909)
- Tis an Ill Wind that Blows No Good (1909)
- The Eavesdropper (1909)
- The Note in the Shoe (1909)
- One Busy Hour (1909)
- The French Duel (1909)
- Jones and the Lady Book Agent (1909)
- A Baby's Shoe (1909)
- The Jilt  (1909)
- Resurrection (1909)
- Two Memories (1909)
- Eloping with Auntie (1909)
- What Drink Did (1909)
- Eradicating Aunty (1909)
- The Lonely Villa (1909)
- Her First Biscuits (1909)
- The Peachbasket Hat (1909)
- The Way of Man (1909)
- The Necklace (1909)
- The Country Doctor (1909)
- The Cardinal's Conspiracy (1909)
- Tender Hearts (1909)
- Sweet and Twenty (1909)
- Jealousy and the Man (1909)
- The Slave (1909)
- The Mended Lute (1909)
- Mr. Jones' Burglar (1909)
- Mrs. Jones' Lover (1909)
- The Hessian Renegades (1909)
- The Awakening (1909)
- Lines of White on a Sullen Sea (1909)
- Love's Stratagem (1909)
- Nursing a Viper  (1909)

### IMP
- The Forest Ranger's Daughter (1909)
- Her Generous Way (1909)
- Lest We Forget (1909)
- The Awakening of Bess (1909)
- The Winning Punch (1910)
- The Right of Love (1910)
- The Tide of Fortune (1910)
- The Call (1910)
- Never Again (1910)
- A Rose of the Philippines (1910)
- The Coquette's Suitors (1910)
- Justice in the Far North (1910)
- The Blind Man's Tact (1910)
- Jane and the Stranger (1910)
- The Governor's Pardon (1910)
- The New Minister  (1910)
- Mother Love (1910)
- The Broken Oath (1910)
- The Time-Lock Safe (1910)
- His Sick Friend (1910)
- The Stage Note (1910)
- Transfusion (1910)
- The Miser's Daughter (1910)
- His Second Wife (1910)
- The Rosary (1910)
- The Maelstrom (1910)
- The New Shawl (1910)
- Two Men (1910)
- The Doctor's Perfidy (1910)
- The Eternal Triangle (1910)
- The Nichols on Vacation (1910)
- A Reno Romance (1910)
- A Discontented Woman' (1910)
- A Self-Made Hero (1910)
- A Game for Two (1910)
- The Call of the Circus (1910)
- Old Heads and Young Hearts (1910)
- The Mistake (1910)
- Bear Ye One Another's Burden (1910)
- The Irony of Fate (1910)
- Once Upon a Time (1910)
- Among the Roses (1910)
- The Senator's Double (1910)
- The Taming of Jane (1910)
- The Widow (1910)
- The Right Girl (1910)
- Debt (1910)
- Pressed Roses (1910)
- All the World's a Stage (1910)
- The Count of Montebello (1910)

### Lubin
- His Bogus Uncle (1911)
- Age Versus Youth (1911)
- A Show Girl's Stratagem (1911)
- The Test (1911)
- Nan's Diplomacy (1911)
- Vanity and Its Cure (1911)
- His Friend, the Burglar (1911)
- The Actress and the Singer (1911)
- Her Artistic Temperament (1911)
- Her Child's Honor (1911)
- The Wife's Awakening (1911)
- Opportunity and the Man (1911)
- The Two Fathers (1911)
- The Hoyden (1911)
- The Sheriff and the Man (1911)
- A Fascinating Bachelor (1911)
- That Awful Brother (1911)
- Her Humble Ministry  (1911)
- A Good Turn (1911)
- The State Line (1911)
- A Game of Deception (1911)
- The Professor's Ward (1911)
- Duke De Ribbon Counter (1911)
- Higgenses Versus Judsons (1911)
- The Little Rebel (1911)
- Always a Way (1911)
- The Snare of Society (1911)
- During Cherry Time (1911)
- The Gypsy (1911)
- Her Two Sons (1911)
- Through Jealous Eyes (1911)
- A Rebellious Blossom (1911)
- The Secret (1911)
- Romance of Pond Cove (1911)
- The Story of Rosie's Rose (1911)
- The Life Saver (1911)
- The Matchmaker (1911)
- The Slavey's Affinity (1911)
- The Maniac (1911)
- A Rural Conqueror (1911)
- One on Reno (1911)
- Aunt Jane's Legacy (1911)
- His Chorus Girl Wife (1911)
- A Blind Deception (1911)
- A Head for Business (1911)
- A Girlish Impulse (1911)
- Art Versus Music (1911)
- The American Girl (1911)
- A Village Romance  (1912)

### Victor
- In Swift Waters (1912)
- The Players (1912)
- Not Like Other Girls (1912)
- Taking a Chance]  (1912)
- The Mill Buyers (1912)
- The Chance Shot (1912)
- Her Cousin Fred (1912)
- The Winning Punch (1912)
- After All (1912)
- All for Love (1912)
- Flo's Discipline (1912)
- The Advent of Jane (1912)
- Tangled Relations (1912)
- Betty's Nightmare (1912)
- The Cross-Roads (1912)
- The Angel of the Studio (1912)
- The Redemption of Riverton (1912)
- Sisters (1912)
- The Lady Leone (1912)
- Was Mabel Cured? (1912)
- The Closed Door (1913)
- The Girl o'the Woods (1913)
- The Spender (1913)
- His Wife's Child (1913)
- Unto the Third Generation (1913)
- The Influence of Sympathy (1913)
- A Girl and Her Money (1913)
- The Coryphee (1914)
- The Romance of a Photograph (1914)
- The False Bride (1914)
- The Law's Decree (1914)
- The Stepmother (1914)
- The Honeymooners (1914)
- Diplomatic Flo (1914)
- The Little Mail Carrier (1914)
- The Pawns of Destiny (1914)
- The Bribe (1914)
- A Disenchantment (1914)
- The Doctor's Testimony (1914)
- A Singular Cynic (1914)
- Her Ragged Knight (1914)
- The Mad Man's Ward (1914)
- The Honor of the Humble (1914)
- Counterfeiters (1914)
- A Mysterious Mystery  (1914)
- The Woman Who Won (1914)
- A Singular Sinner (1914)

### Universal
- Elusive Isabel (1916)
- Face on the Screen (1917)
- The Love Craze (1918)

### Llargmetratges
- The Unfoldment (1922)
- Lucretia Lombard (1923)
- The Satin Girl (1923)
- Gambling Wives (1924)
- The Greater Glory (1926)
- The Johnstown Flood (1926)
- Sweeping Against the Winds (1930)
- Homicide Squad (1931)
- The Hard Hombre (1931)
- Pleasure (1931)
- Sinners in the Sun (1932)
- Secrets (1933)
- One Rainy Afternoon (1936)

## Selecció de pel·lícules disponibles a internet
- The Taming of the Shrew (1908)
- Betrayed By A Handprint (1908)
- The Cardinal's Conspiracy (1909)
- The Lure of the Gown (1909)
- The Country Doctor (1909)
- Resurrection (1909)
- The Joneses Have Amateur Theatricals (1909)